# Juliette Welfling
Pour les articles homonymes, voir Welfling.
Juliette Welfling est une monteuse française. Elle a collaboré sur tous les films de Jacques Audiard.
Régulièrement nommée pour le César du meilleur montage, Juliette Welfling a remporté la récompense à cinq reprises : pour Regarde les hommes tomber, De battre mon cœur s'est arrêté, Un prophète et De rouille et d'os de Jacques Audiard, et pour Le Scaphandre et le Papillon de Julian Schnabel. Elle a été nommée deux fois pour l'Oscar du meilleur montage, pour Le Scaphandre et le Papillon et Emilia Pérez.

## Filmographie
Sauf indication contraire, les informations mentionnées dans cette section peuvent être confirmées par les bases de données cinématographiques IMDb et Allociné,  présentes dans la section « Liens externes ».
- 1983 : All About Mankiewicz (documentaire) de Luc Béraud
- 1994 : Regarde les hommes tomber de Jacques Audiard
- 1996 : Un héros très discret de Jacques Audiard
- 1996 : Bernie d'Albert Dupontel
- 1997 : Bouge ! de Jérôme Cornuau
- 1998 : Déjà mort d'Olivier Dahan
- 1998 : Stringer de Klaus Biedermann
- 1999 : Civilisées de Randa Chahal Sabbagh
- 2000 : Une affaire de goût de Bernard Rapp
- 2001 : Barnie et ses petites contrariétés de Bruno Chiche
- 2001 : Sur mes lèvres de Jacques Audiard
- 2001 : Le Petit Poucet d'Olivier Dahan
- 2002 : La Guerre à Paris de Yolande Zauberman
- 2002 : Aram de Robert Kechichian
- 2003 : Janis et John de Samuel Benchetrit
- 2004 : RRRrrrr!!! d'Alain Chabat
- 2005 : De battre mon cœur s'est arrêté de Jacques Audiard
- 2006 : La Science des rêves de Michel Gondry
- 2006 : Prête-moi ta main d'Éric Lartigau
- 2007 : Ma place au soleil d'Éric de Montalier
- 2007 : Le Scaphandre et le Papillon de Julian Schnabel
- 2008 : Un cœur simple de Marion Laine
- 2009 : Espion(s) de Nicolas Saada
- 2009 : Un prophète de Jacques Audiard
- 2010 : Miral de Julian Schnabel
- 2010 : L'Homme qui voulait vivre sa vie d'Éric Lartigau
- 2011 : Love and Bruises de Lou Ye
- 2012 : Hunger Games de Gary Ross
- 2012 : De rouille et d'os de Jacques Audiard
- 2013 : Le Passé d'Asghar Farhadi
- 2014 : Loin des hommes de David Oelhoffen
- 2016 : Dheepan de Jacques Audiard
- 2018 : Ocean's 8 de Gary Ross
- 2018 : Les Frères Sisters de Jacques Audiard
- 2021 : Les Olympiades de Jacques Audiard
- 2024 : Mothers' Instinct de Benoît Delhomme
- 2024 : Emilia Pérez de Jacques Audiard

## Distinctions
Sauf indication contraire, les informations mentionnées dans cette section peuvent être confirmées par les bases de données cinématographiques IMDb et Allociné,  présentes dans la section « Liens externes ».

### Récompenses
- César 1995 : meilleur montage pour Regarde les hommes tomber
- César 2006 : meilleur montage pour De battre mon cœur s'est arrêté
- César 2008 : meilleur montage pour Le Scaphandre et le Papillon
- César 2010 : meilleur montage pour Un prophète
- César 2013 : meilleur montage pour De rouille et d'os

### Nominations
- César 1997 : meilleur montage pour Un héros très discret
- César 2002 : meilleur montage pour Sur mes lèvres
- Oscars 2008 : meilleur montage pour Le Scaphandre et le Papillon
- César 2014 : meilleur montage pour Le Passé
- César 2016 : meilleur montage pour Dheepan
- César 2019 : meilleur montage pour Les Frères Sisters
- BAFTA 2025[1] : meilleur montage pour Emilia Pérez
- César 2025 : meilleur montage pour Emilia Pérez
- Oscars 2025 : meilleur montage pour Emilia Pérez